# ギムリ・ホスピタル
ギムリ・ホスピタル（Tales from the Gimli Hospital）はカナダの映画監督ガイ・マディンが1988年に製作した映画である。
カナダのアイスランド系移民村に存在したペスト時代（1876－1877年）の病院と、アイスランド系カナダ人を扱っている。
ガイ・マディン監督の初長編映画で、映画はマニトバのギムリで撮影された。
様々な映画祭で好評を博したが、映画自体がアイスランド系移民村の事をシニカルに扱っていたのでアイスランド系カナダ人からは批判を受けた。現在DVDも発売。

## キャスト
- カイル・マクローチ
- マイケル・ゴッリ
- アンジェラ・ヘック